# Codex Porphyrianus
- Papyrus
- Onciale
- Minuscules
- Lectionnaire

Le Codex Porphyrianus, portant le numéro de référence Papr ou 025 (Gregory-Aland), α 5 (von Soden), est un manuscrit de vélin en écriture grecque onciale. 

## Description
Ce manuscrit contient les Actes des Apôtres, les Épîtres catholiques, les Épîtres de Paul et l'Apocalypse avec de nombreuses lacunes. C'est un palimpseste (minuscule 1834) dont la deuxième écriture est datée de 1301. 
Le codex est constitué de 327 folios, écrites sur une colonne à 24 lignes. Les dimensions du manuscrit sont 16 x 13 cm. 
Lacunes
Actes 1,1-2,13; Romains 2,16-3,4; 8,32-9,10; 11,23-12,1; 1 Corinthiens 7,15-17; 12,23-13,5; 14,23-39; 2 Corinthiens 2,13-16; Colossiens 3,16-4,8; 1 Tessaloniciens 3,5-4,17; 1 Jean 3,20-5,1; Jude 4-15; Apocalypse 16,12-17,1; 19,21-20,9; 22,6-fin.
Ce codex est un représentant du texte alexandrin. Kurt Aland le classe en Catégorie III.

## Histoire
Les paléographes sont unanimes pour dater ce manuscrit du IXe siècle,. 
Le manuscrit a été examiné par Tischendorf, Hoskier, et Kurt Treu.
Il est conservé à la Bibliothèque nationale russe, (Gr. 225) à Saint-Pétersbourg,.